# Галагания
Галагания (лат. Galagania) — олиготипный род цветковых растений семейства Зонтичные. Относится к многолетним растением.

## Виды
По информации базы данных The Plant List, род включает 4 вида:
- Galagania ferganensis (Korovin) M.G.Vassiljeva & Pimenov
- Galagania fragrantissima Lipsky — Галагания пахучая
- Galagania gracilis (Kamelin & Pimenov) Kamelin & Pimenov
- Galagania neglecta M.G.Vassiljeva & Kljuykov